# 탁발수도사

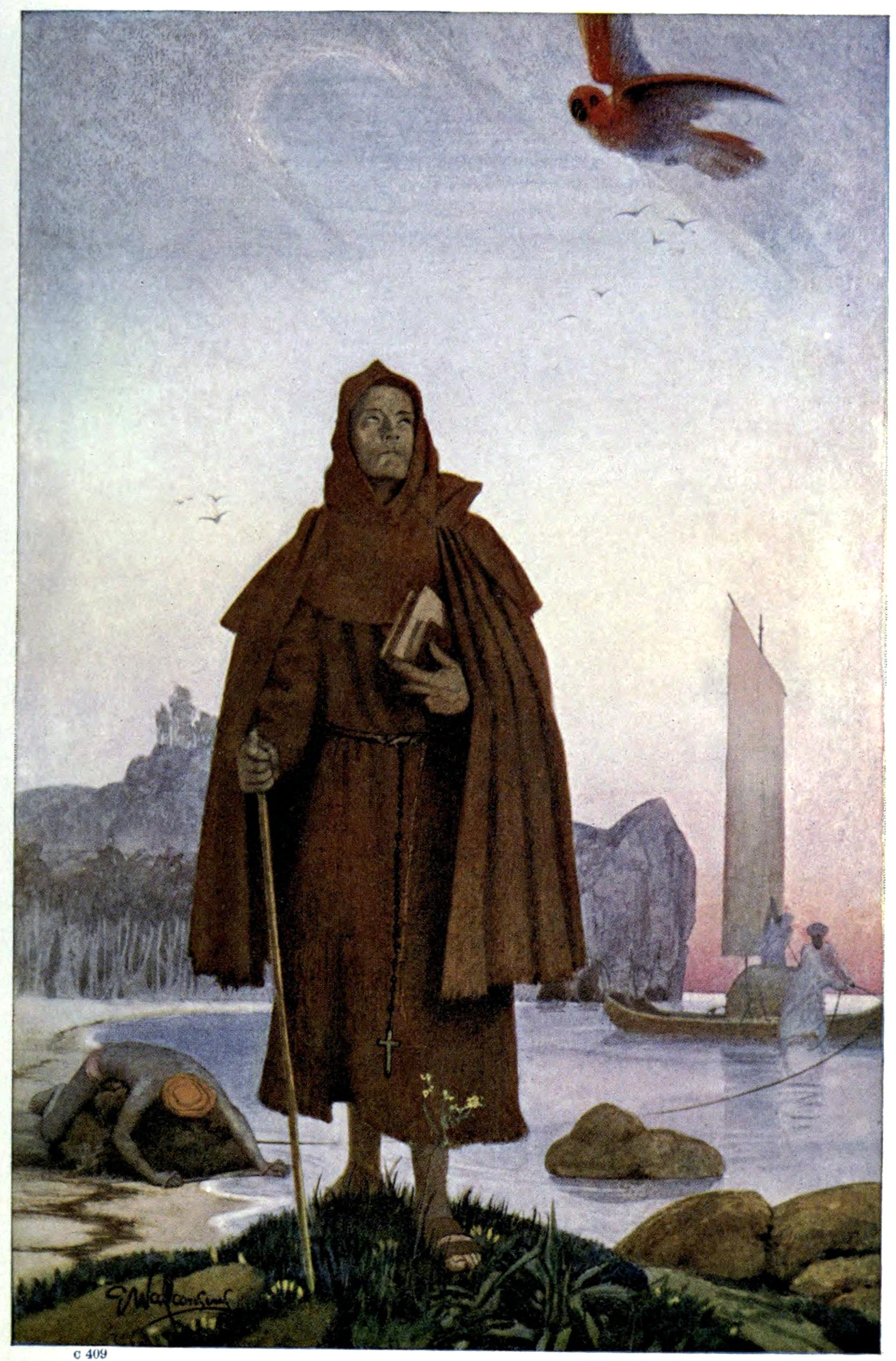
14세기 남인도에 상륙한 탁발수도회 전도사(1913년 그림).

탁발수도사(托鉢修道士, friar)는 천주교 탁발수도회의 회원이다. 수도승(monk)과는 다르다. 수도승은 수도원에 자급자족하는 공동체를 꾸리고 거기 틀어박혀 살지만, 탁발수도사는 사회에 나와 평신도들과 어울리며 자선사업을 비롯한 사회활동에 적극적으로 참여한다. 주요한 탁발수도회로는 프란치스코회, 도미니코회, 가르멜회가 있다.